# Vasszentmihály
Vasszentmihály is een plaats (község) en gemeente in het Hongaarse comitaat Vas. Vasszentmihály telt 379 inwoners (2001).

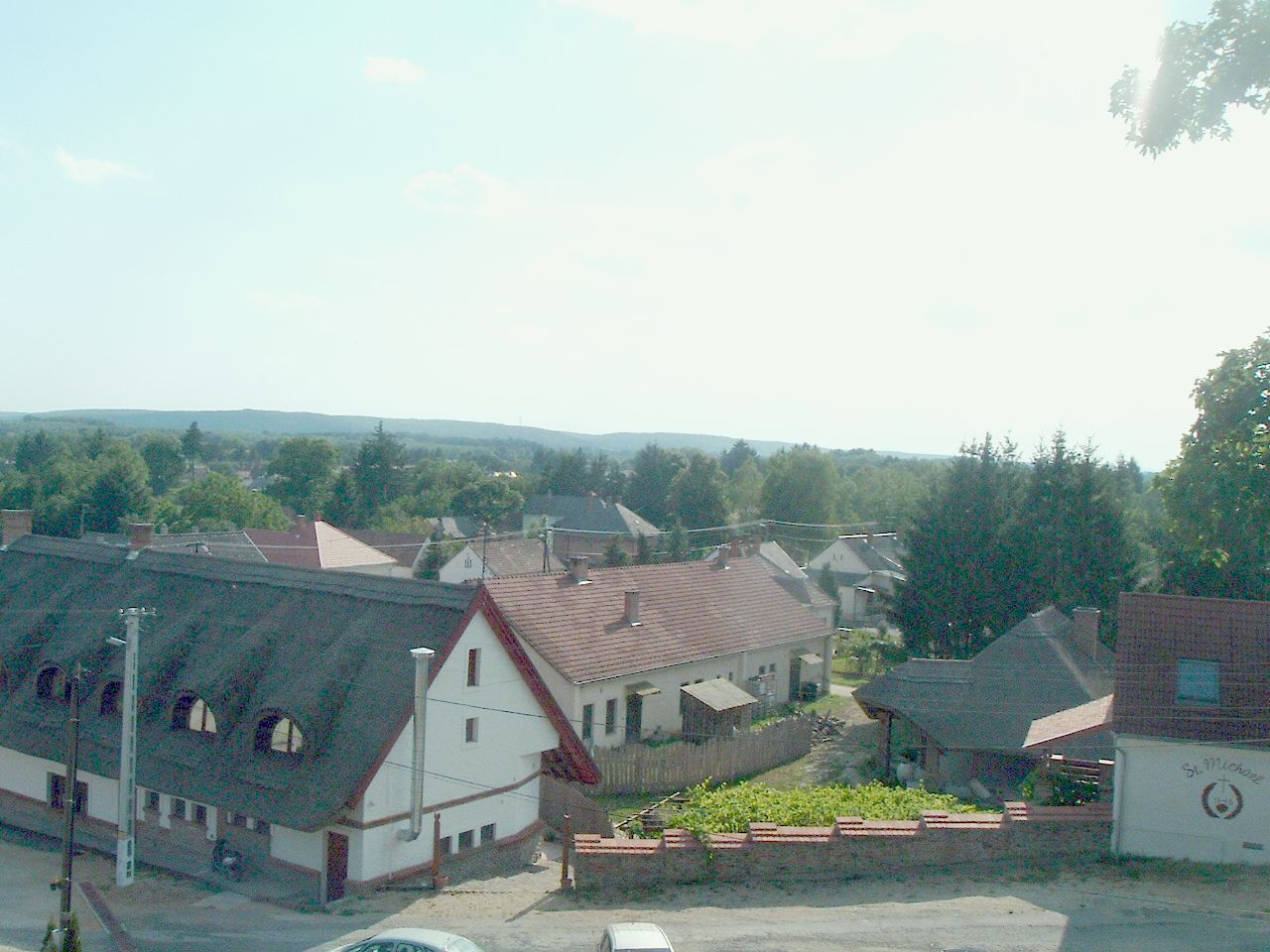
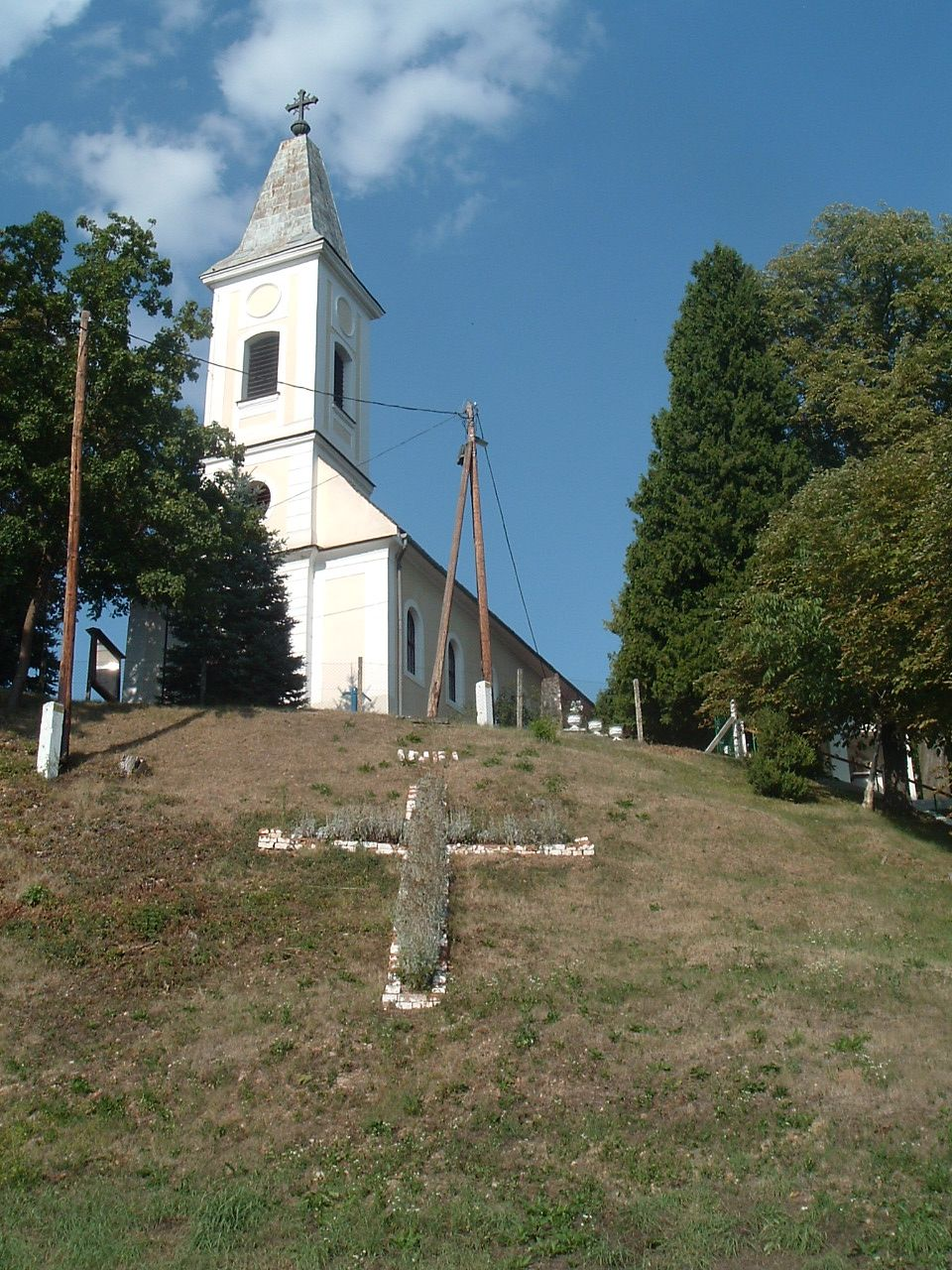
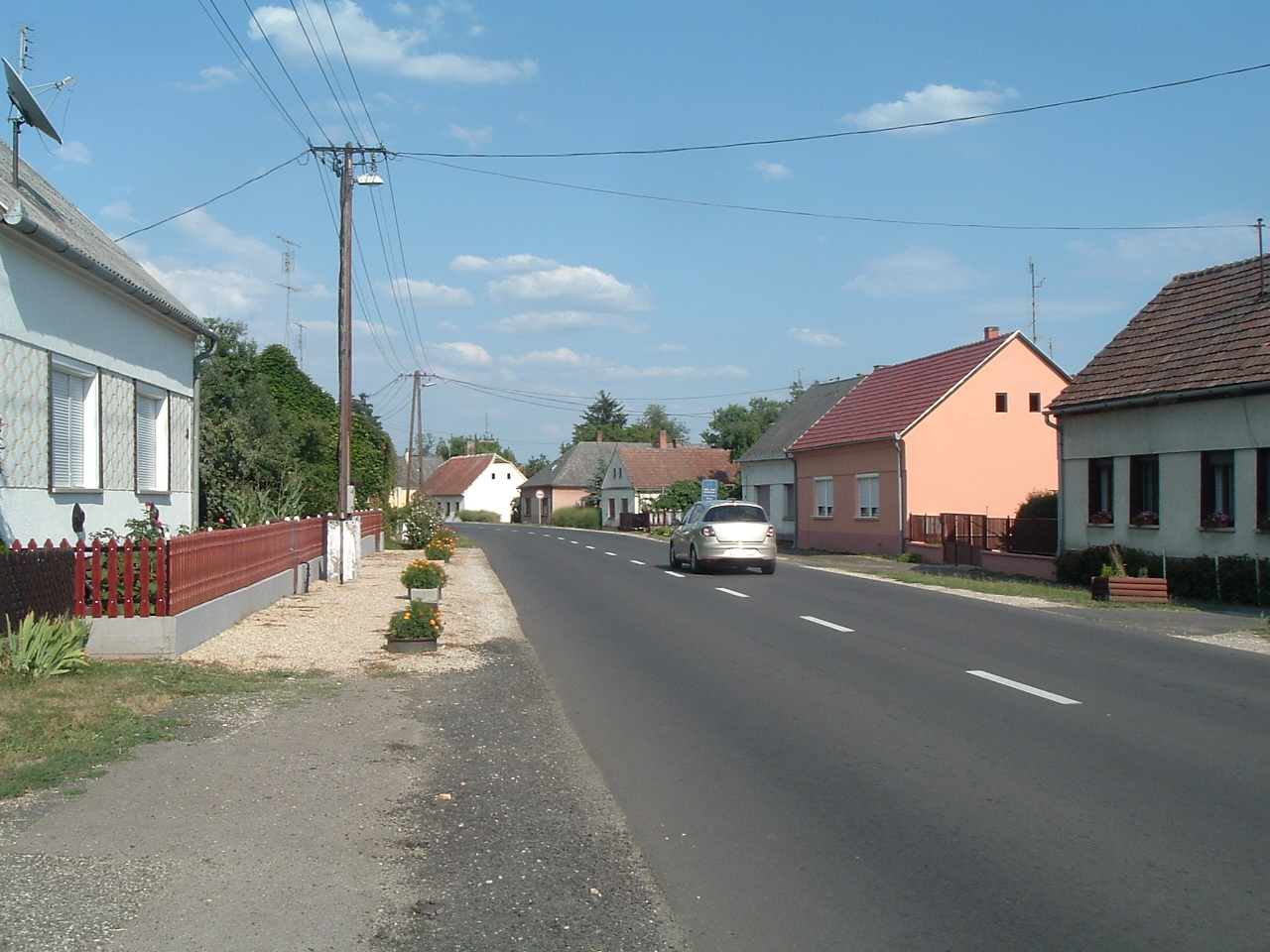
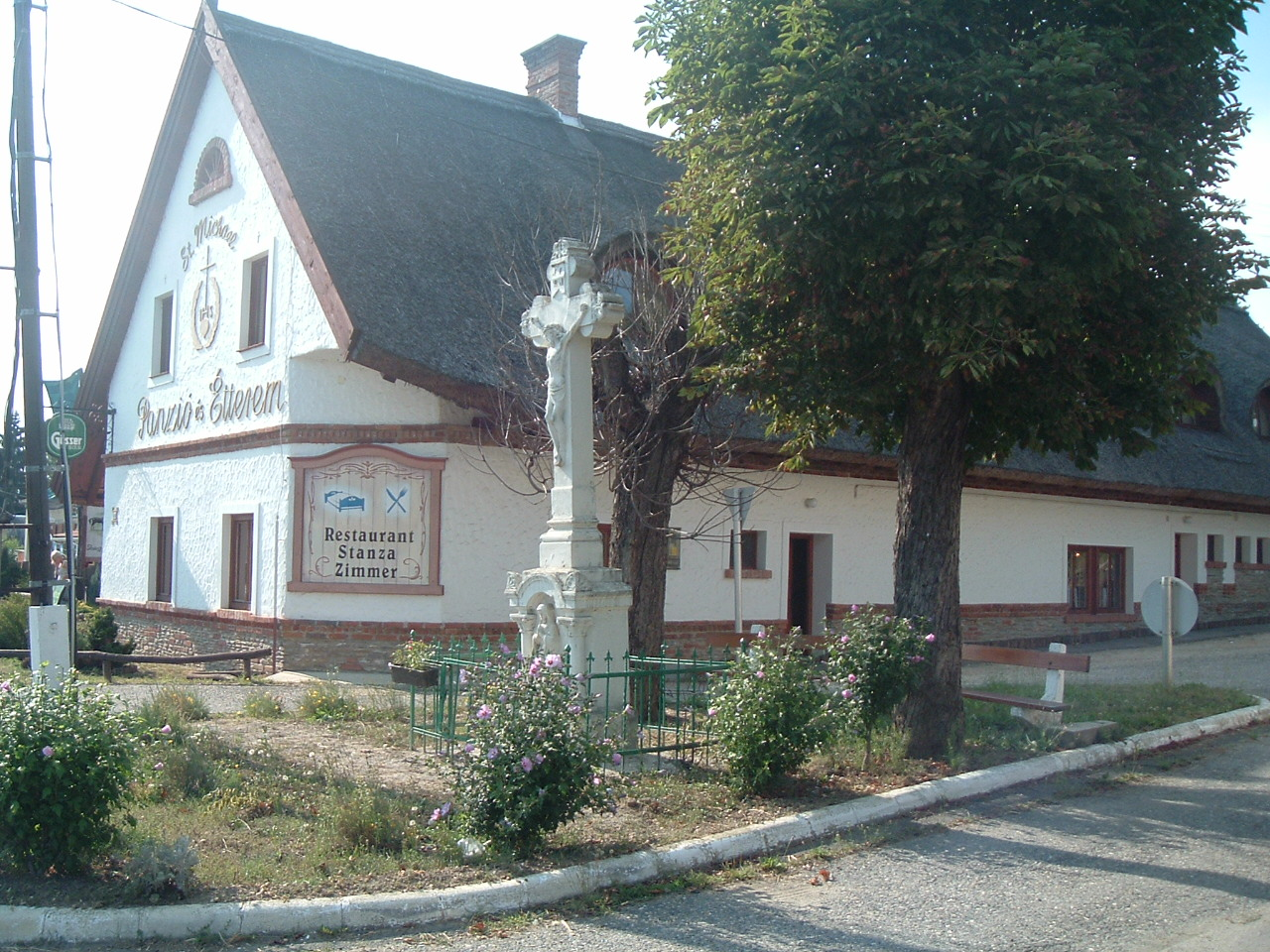